# 사량초등학교
사량초등학교(蛇梁初等學校)는 대한민국 경상남도 통영시에 있는 공립 초등학교이다.

## 학교 연혁
- 1934년 11월 20일 원량공립보통학교 사량분교 인가
- 1938년 5월 16일 사량공립심상소학교 인가
- 1941년 4월 1일 사량공립국민학교로 개칭
- 1947년 4월 1일 사량국민학교로 개칭
- 1991.03.01 돈지분교장 본교 편입 (45년 5개월 725명 졸업), 수우도분교장 본교 편입 (44년 5개월 261명 졸업)
- 1993년 3월 1일 내지분교장 본교 편입 (45년 5개월 682명 졸업)
- 1996년 3월 1일 양지분교장 본교 편입 (51년 5개월 1852명 졸업)
- 1996년 3월 1일 사량초등학교 개칭
- 1998년 3월 1일 읍덕분교장 본교 편입(31년 존속 651명 졸업)
- 2008년 3월 1일 수우도분교장 폐교(졸업생수269명)
- 2011년 3월 1일 내지분교장 폐교(졸업생수 749명)

- 2012년 3월 1일 돈지분교장(졸업생수 1871명), 양지분교장(졸업생수 1883명), 읍덕분교장(졸업생수 671명) 폐교
- 2012.08.09 교실 리모델링(~2012.08.27)
- 2013.03.26 삭비관, 운동장 준공

## 참고 자료
- 사량초등학교 - 한국교육학술정보원 학교알리미